# Mistrzostwa Europy Strongman 1993
Mistrzostwa Europy Strongman 1993 – doroczne, indywidualne
zawody europejskich siłaczy.
Data: 1993 r.

Miejsce:  Norwegia
WYNIKI ZAWODÓW:
| Miejsce | Zawodnik             | Kraj      | Punkty            |
| ------- | -------------------- | --------- | ----------------- |
| 1.      | Manfred Höberl       | Austria   | 39                |
| 2.      | Gary Taylor          | Walia     | 38                |
| 3.      | Magnús Ver Magnússon | Islandia  | 33                |
| 3.      | Jamie Reeves         | Anglia    | 33                |
| 5.      | Forbes Cowan         | Szkocja   | 23                |
| 6.      | Berend Veneberg      | Holandia  | 20                |
| 7.      | Riku Kiri            | Finlandia | 17 (kontuzjowany) |
| 8.      | Sturla Davidsen      | Norwegia  | 10                |